# Mary Jane Peale

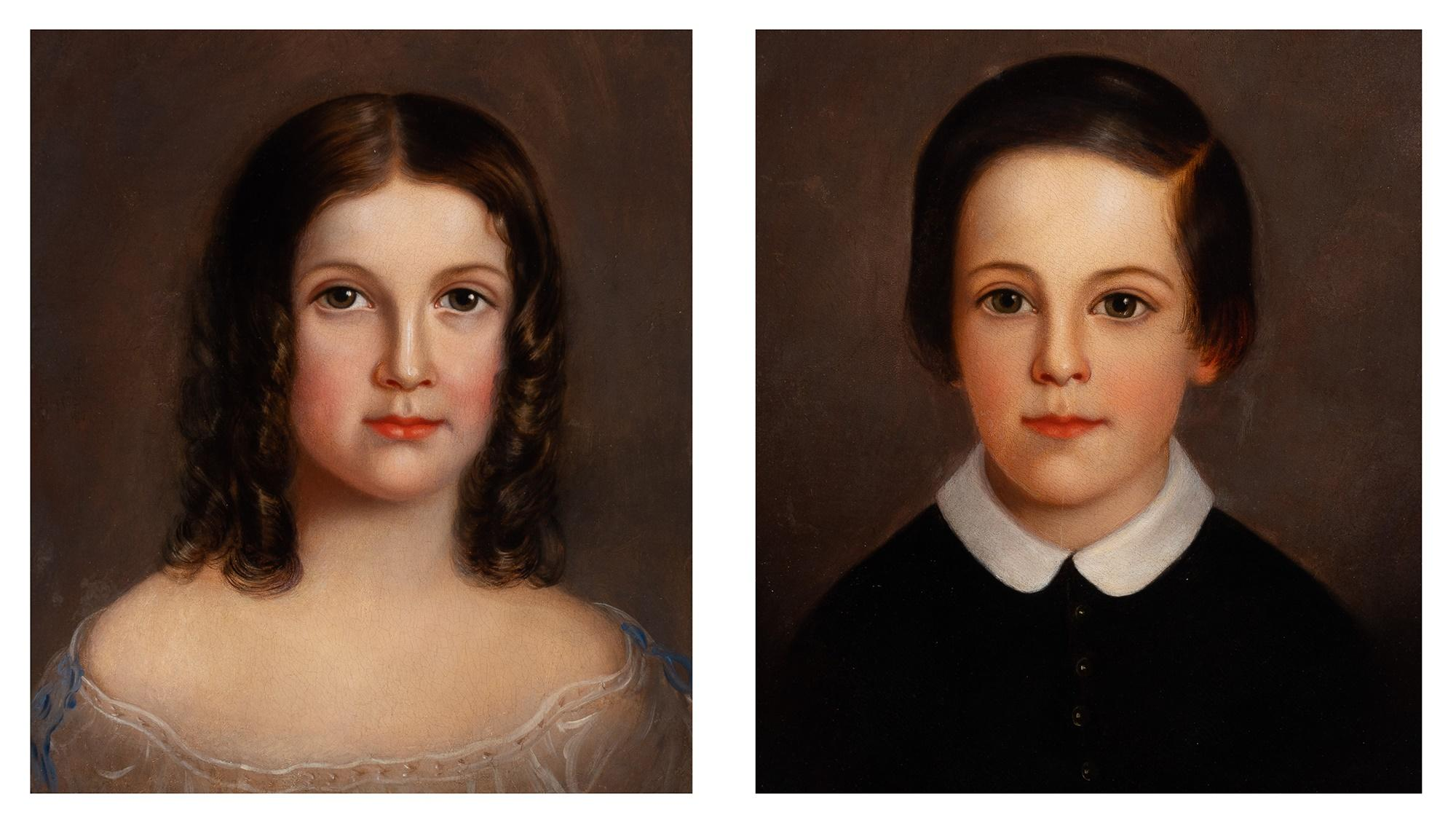
Mary Jane Peale: Porträts von Albert Peale (9 Jahre alt) und Clara E. Peale, beide aus dem Jahr 1858

Mary Jane Peale (* 16. Februar 1827 in New York City; † 22. November 1902 in Pottsville, Pennsylvania) war eine amerikanische Malerin und gehörte zur Peale-Familie. Sie spezialisierte sich auf Porträts und Stillleben.

## Leben
Mary Jane Peale war das einzige Mädchen unter sieben Kindern von Rubens Peale und Eliza Burd Patterson Peale sowie die Enkelin des bedeutenden amerikanischen Malers Charles Willson Peale. Sie wurde 1827 in New York geboren und lebte bis zu ihrem zehnten Lebensjahr in der Stadt, wo ihr Vater die New Yorker Zweigstelle des Peale-Museums leitete. Anschließend zog die Familie nach Pennsylvania. Mary Jane begann sich bereits als Teenager für Kunst zu interessieren. Im Jahr 1842, mit 15 Jahren, schrieb sie sich für Zeichenunterricht in der Schule ein. Ihre Lehrer waren von ihrem Talent überrascht, obwohl sie keinerlei Ausbildung genossen hatte. Sie schrieb ihren Eltern Rubens und Eliza: „Mein Lehrer wollte wissen, wie lange ich schon Unterricht genommen hatte, und war überrascht, als ich ihm sagte, dass ich überhaupt keinen Unterricht genommen hatte.“ Im Jahr 1847 schrieb sie in ihr Tagebuch, dass sie hoffte, Künstlerin zu werden, denn „es wird lukrativer sein, meinen Lebensunterhalt auf diese Weise zu verdienen als auf jede andere – und sicherlich angenehmer“.

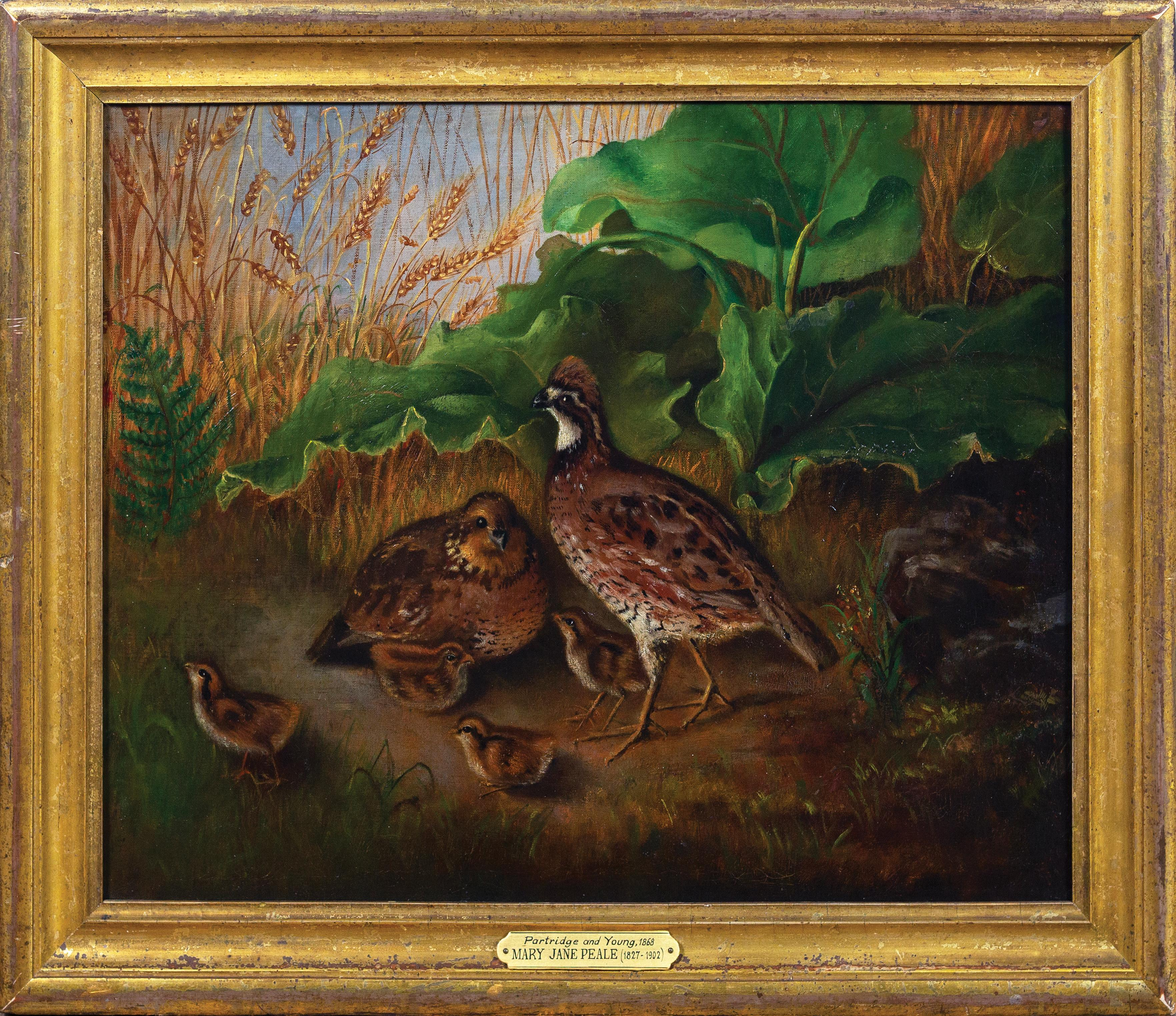
Mary Jane Peale: Partridges and Young (Rebhühner und Jungtiere, 1868).

Dank ihres künstlerischen Familiennetzwerks konnte sie ihre Ziele verfolgen. Im Alter von 22 Jahren zog sie nach Philadelphia, wo sie bei George Cochran Lambdin, Mitglied der PAFA, studierte. Lambdin erklärte sich bereit, sie zu unterrichten, da er Rubens Peale zu Dank verpflichtet war. Trotz ihrer eigenen Selbstzweifel ermutigte sie ihre Cousine Sarah Miriam: „Cousine Sarah gibt mir viel Mut. Sie sagt, ich hätte großes Talent – wie wahr das ist, weiß ich nicht.“ Wenn Lambdin nicht verfügbar war, ermutigte ihr Onkel Rembrandt Peale sie, ihn zu beobachten. Ab 1850 schickte er ihr detaillierte Anweisungen zum Malen: „Da du nun entschlossen bist, Malerin zu werden, schicke ich dir eiligst die einfachste Farbmischung, die ich je verwendet habe.“ Rembrandts Briefe enthielten nicht nur genaue Anweisungen zum Mischen von Pigmenten und anderen Techniken, sondern gaben seiner Nichte auch Sicherheit. Über das Nachbilden von Hauttönen schrieb er: „Nach 50 Jahren Erfahrung finde ich das manchmal immer noch schwierig. Ständiges Studium und Übung sowie unermüdliche Beobachtung werden die Schwierigkeit allmählich verringern.“ Am 17. Februar 1852 schrieb sie in ihr Tagebuch: „Heute ist mein 25. Geburtstag. An diesem Tag habe ich beschlossen, ein eigenes Zimmer einzurichten und professionell mit dem Malen zu beginnen, um mein Leben selbst in die Hand zu nehmen.“
Trotz verschiedener Heiratsanträge blieb Mary Jane unverheiratet und führte ein erfülltes Leben als Künstlerin. In den 1860er Jahren reiste sie durch Europa und besuchte Museen und Gemäldesammlungen in Städten wie Paris, Genf und Luxemburg. In den 1870er Jahren verkehrte sie in Washington mit der intellektuellen Elite des Landes, darunter Joseph Henry und Spencer Baird vom Smithsonian sowie die Wissenschaftler Louis Agassiz und Ferdinand Vandeveer Hayden. Als sie im Alter von 72 Jahren starb, wurde in ihrem Nachruf verkündet, dass diese „bekannte Porträtmalerin“ die „letzte einer Familie berühmter Porträtmaler“ gewesen sei.

## Werk

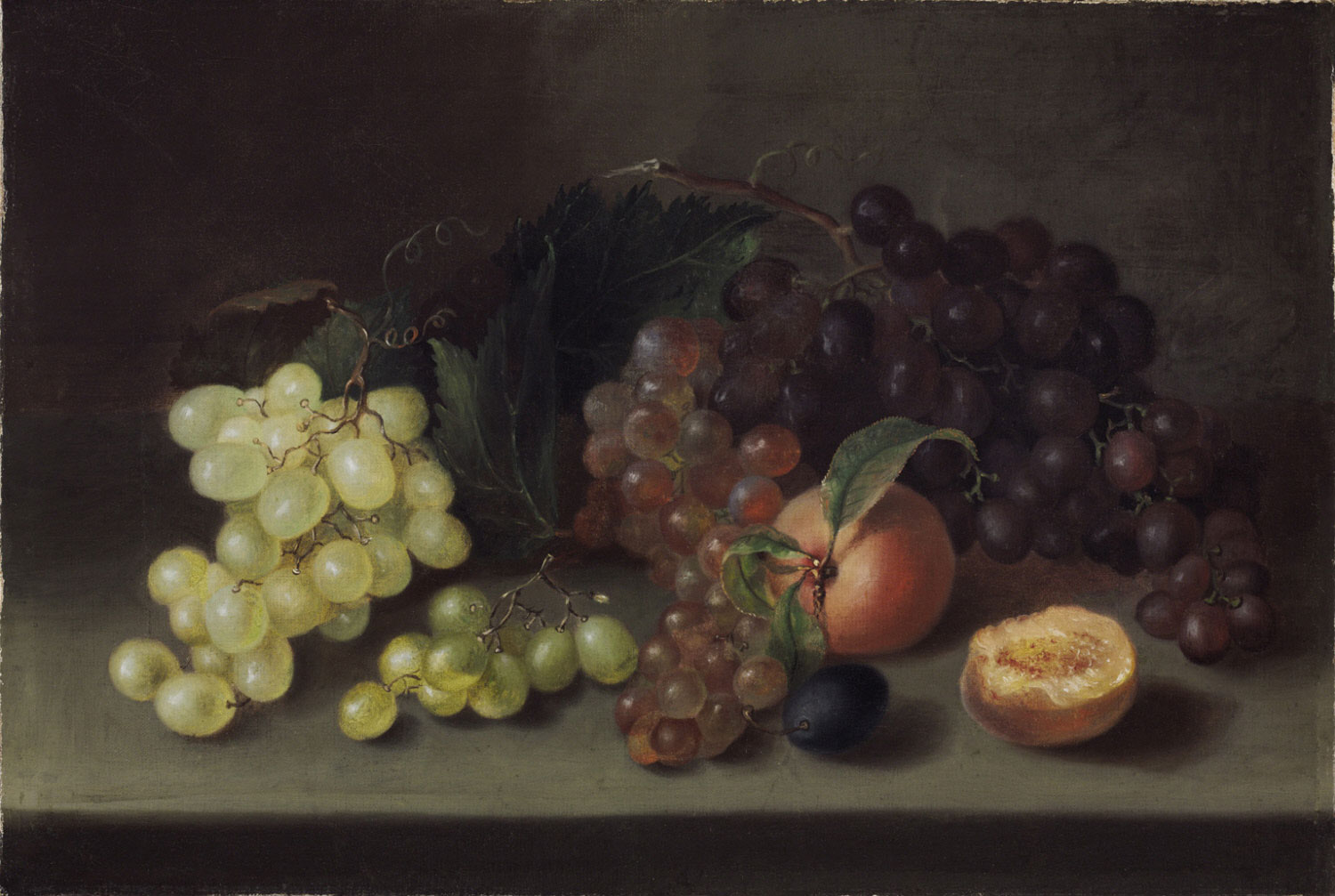
Mary Jane Peale: Trauben und Pfirsiche (1864). Philadelphia Museum of Art, McNeil Americana Collection

Mary Jane Peale malte Porträts und Stillleben, häufig mit Früchtemotiven. Zwar versuchte sie sich frühzeitig an figürlichen Porträts, verlagerte ihren Schwerpunkt später jedoch deutlich auf Stillleben mit Früchten. In ihrem Werk zeigt sich eine realistische, naturalistische Arbeitsweise mit teilweise Trompe-l’œil-Effekten, die an die künstlerische Tradition ihrer Familie angelehnt ist. Besondere Anerkennung erhielt sie für Werke wie Still Life with Bowl of Fruit (1860) und Still Life with Apples, Grapes, Figs and Plums (1887). In diesen Bildern demonstriert sie ihre Fähigkeit zur detaillierten Darstellung von Obst, Lichtreflexen und botanischen Strukturen. In Grapes and Peaches (1864) sind beispielsweise reife Trauben und Pfirsiche in einer natürlichen Anordnung dargestellt, was ihre stille Beobachtung und technische Präzision zeigt (Philadelphia Museum of Art). Oft übernahm sie die Fertigstellung von Gemälden ihres Vaters Rubens Peale und manche Werke, die ihm zugeschrieben wurden, könnten Gemeinschaftswerke mit Mary Jane sein. Heute finden sich Arbeiten von Mary Jane Peale in bedeutenden Sammlungen wie dem Smithsonian American Art Museum, dem Sheldon Museum of Art, dem Philadelphia Museum of Art und dem Westmoreland Museum of American Art.